# لامبدا توکان
لامبدا توکان یک ستاره است که در صورت فلکی توکان قرار دارد.